# Karbala'i Kazem Karimi Saruqi

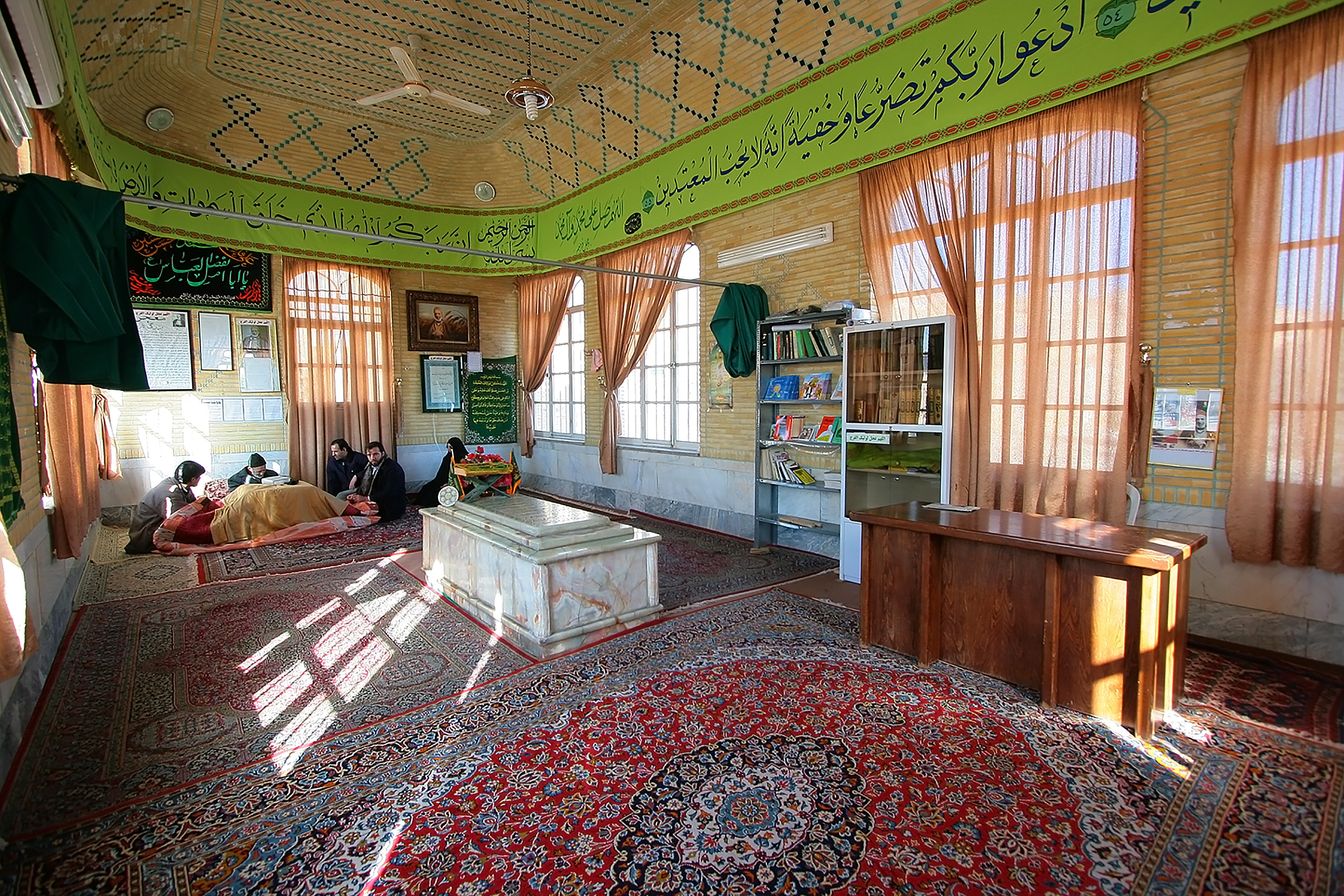

Karbala'i Kazem Karimi Saruqi (Persa:کربلایی کاظم ساروقی) (nacido:1262 SH, Saruq, Markazi Arak, Irán - murió 1339 SH, Qom) como persona analfabeta. Afirmó haber recibido la memorización de todo el libro del Corán en un instante de manera milagrosa. Su afirmación fue confirmada por muchos eruditos, oficiales del gobierno y académicos a través de pruebas. Según él, recibió la memorización de todo el Corán de una sola vez en el Saruq Imāmzādeh Haftādodowtan (Imǎmzǎdeh Haftǎdodowtan) que es un santuario local o mausoleo sagrado. Su tumba se encuentra en el nuevo cementerio de Qom.

## Encuentro con eruditos religiosos
Karbalai Kazem había viajado a varias ciudades tratando con varios eruditos y se le habían tomado numerosas pruebas, lo que hizo que varias personas lo confirmaran. Entre ellos: Seyyed Hossein Borujerdi, Ahmad Khonsari, Sadr al-Din al-Sadr, Mohammad Hadi Milani, Seyed Abdol hoseyn Dastgheyb, Muhammad Husayn Tabataba'i, Naser Makarem Shirazi, Ja'far Sobhani, Ayatollah Haeri Shirazi, Abolghasem Khazali y otros.
Manuscritos de Sayyid Mar'ashi Najafi, Abdullah Musawi Shirazi, Syed Ahmad Zanjani, Naser Makarem Shirazi, en reconocimiento a Karbala'i Kazem y refiriéndose a sus extraordinarias propiedades allí. Así como Seyed Abdol hoseyn Dastgheyb citado en el libro de Amazing Stories. Lo que le ha sucedido a Karbalai Kazem es prueba de la no distorsión del Corán. Por ejemplo, Mohi al din-Haeri Shirazi recurriendo a algo que le sucedió a Karbalai Kazem en contra de todas las afirmaciones en el libro de Mirza Husain Noori Tabarsi al gobernador Arak, Irán escribe : "La manera de comprobar los pasajes de la falsificación hecha por Karbalayi Kazem no se puede hacer".

## Propiedades que se le atribuyen
Las características que se han identificado a través de varias pruebas son las siguientes:
- La recitación del Corán mediante la lectura del número y la ubicación de la Ayah
- Leyendo el Corán al revés
- El Corán en los libros de lengua árabe y persa ha sido diagnosticado con una escritura uniforme
- Abrir el Corán e indicar la ubicación de cada impresión con versos coránicos casi sin girar
- Busca frases y palabras en el Corán y el número y ubicación de cada repetición
- Expresó una serie de letras Surah e información sobre la repetición y ...
- Información sobre los misterios del Corán.[10]

## Abrigo
En 1386 SH se celebró el international congresss cherish. Muchos eruditos y personalidades del mundo musulmán asistieron, incluyendo: jefe del parlamento del Consejo Islámico, ministro de cultura y guía islámica y gobernador de la provincia de Markazi.
Una estampilla que lo conmemora fue revelada en el congreso.
En Ordibehesht 1390SH, la conmemoración se llevó a cabo en el santuario de Fātimah bint Mūsā en Qom.